# Neotachycines mira
Neotachycines mira är en insektsart som först beskrevs av Andrej Vasiljevitj Gorochov 2002.  Neotachycines mira ingår i släktet Neotachycines och familjen grottvårtbitare. Inga underarter finns listade i Catalogue of Life.